# Kaple Panny Marie (Bratčice)
Kaple Panny Marie je barokní stavba nacházející se v okresu Kutná Hora, 9 km od Čáslavi. Od roku 1966 je chráněnou kulturní památkou.
Nachází se u cesty mezi Potěhy a Bratčicemi u místního hřbitova. Leží na místě, kde se odehrála první bitva třicetileté války (září 1618). Postavena byla v první polovině 18. století. Prošla rekonstrukcí po roce 1989, kdy byla nově omítnuta, byly zaskleny výklenky a přidány dřevěné dveře s mřížemi.
Je to trojboká výklenková kaplička se základnou, která je velká 3 × 2,25 m, vysoká 4 m. Na střeše se nachází kovaný kříž.
Byla postavena kněžnou z Auerspergů, která po sto letech od bitvy panství s Bratčicemi koupila. Záměrem bylo uctít památku padlých vojáků.